# Чемпионат мира по конькобежному спорту на отдельных дистанциях 2025
Чемпионат мира по конькобежному спорту на отдельных дистанциях 2025 года проходил с 13 по 16 марта на катке Викингскипет в Хамаре (Норвегия). Соревнования проводились на дистанциях 500, 1000, 1500, 5000 метров, в масс-старте, в командной гонке и командном спринте у мужчин и женщин, а также 3000 метров у женщин и 10 000 у мужчин. Разыгрывалось 16 комплектов медалей.

## Квалификация на чемпионат
На дистанциях 500 м, 1000 м, 1500 м у мужчин и женщин на чемпионате участвуют 24 спортсмена, на дистанциях 3000 м у женщин и 5000 м у мужчин участвуют по 20 спортсменов. На дистанции 5000 м у женщин и 10 000 м у мужчин — 12 спортсменов. Отбор на чемпионат проходит по двум зачётам: на основе ранга в Кубке мира (по 18 конькобежцев на дистанциях 500 м, 1000 м и 1500 м, дистанциях 3000 м у женщин и 5000 м у мужчин по 16, по 8 на 5000 м у женщин и 10 000 м у мужчин) и на основе лучшего результата на дистанции на этапах Кубка мира. Помимо этого для каждой дистанции составляется резервный список из 6 спортсменов на основе лучших результатов в сезоне. От каждой страны на одной дистанции может участвовать не более трёх спортсменов (на дистанциях 5000 м у женщин и 10 000 м у мужчин, а также в масс-старте — по два спортсмена). В случае если от одной страны на дистанции квалифицировалось более трёх спортсменов, то их национальная федерация определяет какие трое из них примут участие в чемпионате.
В масс-старте принимают участие по 24 спортсмена по результатам Кубка мира.
В командной гонке и командном спринте у мужчин и женщин участвуют 7 лучших команд по результатам Кубка мира и одна лучшая по времени.

## Расписание
(Время московское)
| Дата     | Время | Дисциплина               |
| -------- | ----- | ------------------------ |
| 13 марта | 20:00 | 3000 м женщины           |
| 13 марта | 21:11 | 5000 м мужчины           |
| 13 марта | 22:57 | Командный спринт женщины |
| 13 марта | 23:14 | Командный спринт мужчины |
| 14 марта | 21:00 | Командная гонка женщины  |
| 14 марта | 21:25 | Командная гонка мужчины  |
| 14 марта | 22:07 | 500 м женщины            |
| 14 марта | 22:46 | 500 м мужчины            |
| 15 марта | 16:00 | 1000 м женщины           |
| 15 марта | 16:45 | 1000 м мужчины           |
| 15 марта | 17:37 | 5000 м женщины           |
| 15 марта | 18:48 | Масс-старт мужчины       |
| 16 марта | 14:00 | 1500 м мужчины           |
| 16 марта | 14:56 | 1500 м женщины           |
| 16 марта | 15:53 | 10 000 м мужчины         |
| 16 марта | 17:58 | Масс-старт женщины       |

## Медальный зачёт
| Общее количество медалей | Общее количество медалей | Общее количество медалей | Общее количество медалей | Общее количество медалей | Общее количество медалей |
| Место                    | Страна                   | Золото                   | Серебро                  | Бронза                   | Всего                    |
| ------------------------ | ------------------------ | ------------------------ | ------------------------ | ------------------------ | ------------------------ |
| 1                        | Нидерланды               | 8                        | 6                        | 4                        | 18                       |
| 2                        | Италия                   | 3                        | 1                        | 1                        | 5                        |
| 3                        | Норвегия                 | 2                        | 1                        | 0                        | 3                        |
| 4                        | США                      | 1                        | 2                        | 3                        | 6                        |
| 5                        | Япония                   | 1                        | 1                        | 0                        | 2                        |
| 6                        | Китай                    | 1                        | 0                        | 1                        | 2                        |
| 7                        | Канада                   | 0                        | 2                        | 2                        | 4                        |
| 8                        | Польша                   | 0                        | 1                        | 2                        | 3                        |
| 9                        | Чехия                    | 0                        | 1                        | 1                        | 2                        |
|                          | Республика Корея         | 0                        | 1                        | 1                        | 2                        |
| 11                       | Бельгия                  | 0                        | 0                        | 1                        | 1                        |
| Всего                    | Всего                    | 16                       | 16                       | 16                       | 48                       |

## Призёры

### Мужчины
| Дистанция                    | Золото                                            | Золото           | Серебро                                                       | Серебро          | Бронза                                                   | Бронза           |
| ---------------------------- | ------------------------------------------------- | ---------------- | ------------------------------------------------------------- | ---------------- | -------------------------------------------------------- | ---------------- |
| 500 м (подробнее)            | Еннинг де Бо · Нидерланды                         | 34,24 TR         | Джордан Штольц · США                                          | 34,38            | Купер Маклеод · США                                      | 34,52            |
| 1000 м (подробнее)           | Юп Веннемарс · Нидерланды                         | 1.08,05 TR       | Еннинг де Бо · Нидерланды                                     | 1.08,21          | Джордан Штольц · США                                     | 1.08,26          |
| 1500 м (подробнее)           | Педер Конгсхёуг · Норвегия                        | 1.44,64          | Джордан Штольц · США                                          | 1.44,71          | Коннор Хоу · Канада                                      | 1.44,78          |
| 5000 м (подробнее)           | Сандер Эйтрем · Норвегия                          | 6.10,05          | Бо Снеллинк · Нидерланды                                      | 6.11,72          | Владимир Семирунний · Польша                             | 6.12,95          |
| 10 000 м (подробнее)         | Давиде Гьотто · Италия                            | 12.46,15         | Владимир Семирунний · Польша                                  | 12.49,93         | Методей Йилек · Чехия                                    | 12.51,53         |
| Командная гонка (подробнее)  | США · Кейси Доусон · Эмери Леман · Итан Сепуран   | 3.39,24          | Италия · Андреа Джованнини · Давиде Гьотто · Микеле Мальфатти | 3.41,17          | Нидерланды · Крис Хёйзинга · Марсел Боскер · Бо Снеллинк | 3.41,91          |
| Командный спринт (подробнее) | Китай · Сюэ Чживэнь · Лянь Цзывэнь · Нин Чжунъянь | 1.18,13          | Нидерланды · Янно Ботман · Еннинг де Бо · Тим Принс           | 1.18,42          | США · Остин Клеба · Купер Маклеод · Зах Стоппелмор       | 1.19,23          |
| Масс-старт (подробнее)       | Андреа Джованнини · Италия                        | 60 очков 7.56,47 | Ли Сын Хун · Республика Корея                                 | 40 очков 7.56,52 | Барт Свингс · Бельгия                                    | 20 очков 7.56,69 |

### Женщины
| Дистанция                    | Золото                                                                | Золото           | Серебро                                                     | Серебро          | Бронза                                                        | Бронза           |
| ---------------------------- | --------------------------------------------------------------------- | ---------------- | ----------------------------------------------------------- | ---------------- | ------------------------------------------------------------- | ---------------- |
| 500 м (подробнее)            | Фемке Кок · Нидерланды                                                | 37,50            | Ютта Лердам · Нидерланды                                    | 37,69            | Ким Мин Сон · Республика Корея                                | 37,73            |
| 1000 м (подробнее)           | Михо Такаги · Япония                                                  | 1.14,75          | Фемке Кок · Нидерланды                                      | 1.14,98          | Ютта Лердам · Нидерланды                                      | 1.15,05          |
| 1500 м (подробнее)           | Йой Бёне · Нидерланды                                                 | 1.55,28          | Антуанетта Рейпма-де Йонг · Нидерланды                      | 1.55,50          | Хань Мэй · Китай                                              | 1.55,53          |
| 3000 м (подробнее)           | Йой Бёне · Нидерланды                                                 | 4.00,39          | Мартина Сабликова · Чехия                                   | 4.00,57          | Мерел Конейн · Нидерланды                                     | 4.01,22          |
| 5000 м (подробнее)           | Франческа Лоллобриджида · Италия                                      | 6.56,38          | Рагне Виклунд · Норвегия                                    | 6.56,56          | Мерел Конейн · Нидерланды                                     | 6.58,49          |
| Командный спринт (подробнее) | Нидерланды · Ангел Далеман · Ютта Лердам · Сюзанне Схюлтинг           | 1.25,57          | Канада · Ивани Блонден · Бруклин Макдугалл · Беатрис Ламарш | 1.27,23          | Польша · Каролина Босек · Анджелика Вуйцик · Кая Зёмек-Ногаль | 1.27,80          |
| Командная гонка (подробнее)  | Нидерланды · Йой Бёне · Антуанетта Рейпма-де Йонг · Марейке Груневауд | 2.56,09          | Япония · Момока Хорикава · Аяно Сато · Михо Такаги          | 2.58,55          | Канада · Валери Мальте · Ивани Блонден · Изабель Вайдеман     | 3.00,74          |
| Масс-старт (подробнее)       | Марейке Груневауд · Нидерланды                                        | 60 очков 8.23,17 | Ивани Блонден · Канада                                      | 40 очков 8.23,37 | Франческа Лоллобриджида · Италия                              | 20 очков 8.23,58 |